# Ladislaus Weinek

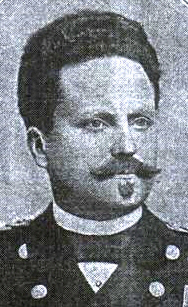
Ladislaus Weinek.

Ladislaus Weinek ((hu) Weinek László), (Buda, 13 februari 1848 - Praag, 12 november 1913) was een Oostenrijks-Hongaars astronoom.
Hij studeerde in Wenen en werkte enige tijd in de fotografische labo's te Schwerin.
Hij vervoegde, in 1874, een Duitse expeditie naar de Kerguelen om de transitie van Venus te observeren. Dit resulteerde in een publicatie in Nova Acta Leopoldina van de gegevens. Hij werd professor te Praag vanaf 1883 en de negende directeur van het Clementinum observatorium.
In samenwerking met Friedrich Küstner maakte hij metingen van de poolshoogte van de sterrenwacht van Praag. Tijdens deze metingen stelden ze ook de beweging van de poolas vast.
Gebruikmakende van foto's van het Lick Observatory en de Meudon Observatory maakte hij een eerste atlas van de maan gebaseerd op fotomateriaal.
De krater Weinek op de maan en de planetoïde 7114 Weinek werden naar hem genoemd.